# Thomas N’Kono
Thomas N’Kono (Dizangue, 1956. július 20. –) kameruni válogatott labdarúgókapus.

## Pályafutása

### Klubcsapatban
Pályafutását 1974-ben a Canon Yaoundé csapatában kezdte. Egy évvel később a Tonnerre Yaoundéban szerepelt, majd visszatért a Canon Yaoundéba, ahol hat évig játszott. 1982-ben Spanyolországba szerződött az Espanyol csapatába, ahol nyolc szezonon keresztül védett. 1991 és 1993 között a Sabadell FC, 1994-ben a L’Hospitalet együttesében játszott. 1994 és 1997 között a bolíviai Club Bolívar játékosa volt. 

### A válogatottban
1975 és 1994 között 63 alkalommal szerepelt a kameruni válogatottban. Részt vett az 1982-es, az 1990-es és az 1994-es világbajnokságon, illetve az 1982-es és az 1986-os Afrikai nemzetek kupáján és tagja volt az 1984-ben Afrikai nemzetek kupáját nyerő válogatottak keretének is.

## Sikerei, díjai
Canon Yaoundé
- Kameruni bajnok (5): 1974, 1977, 1979, 1980, 1982
- CAF-bajnokok ligája (2): 1978, 1980

Espanyol
- UEFA-kupa döntős (1): 1987–88

1987–88, 1989–90
Club Bolívar
- Bolíviai bajnok (2): 1996, 1997

Kamerun
- Afrikai nemzetek kupája (1): 1984

Egyéni
- Az év afrikai labdarúgója (2): 1979, 1982